# Alan Fitzsimmons

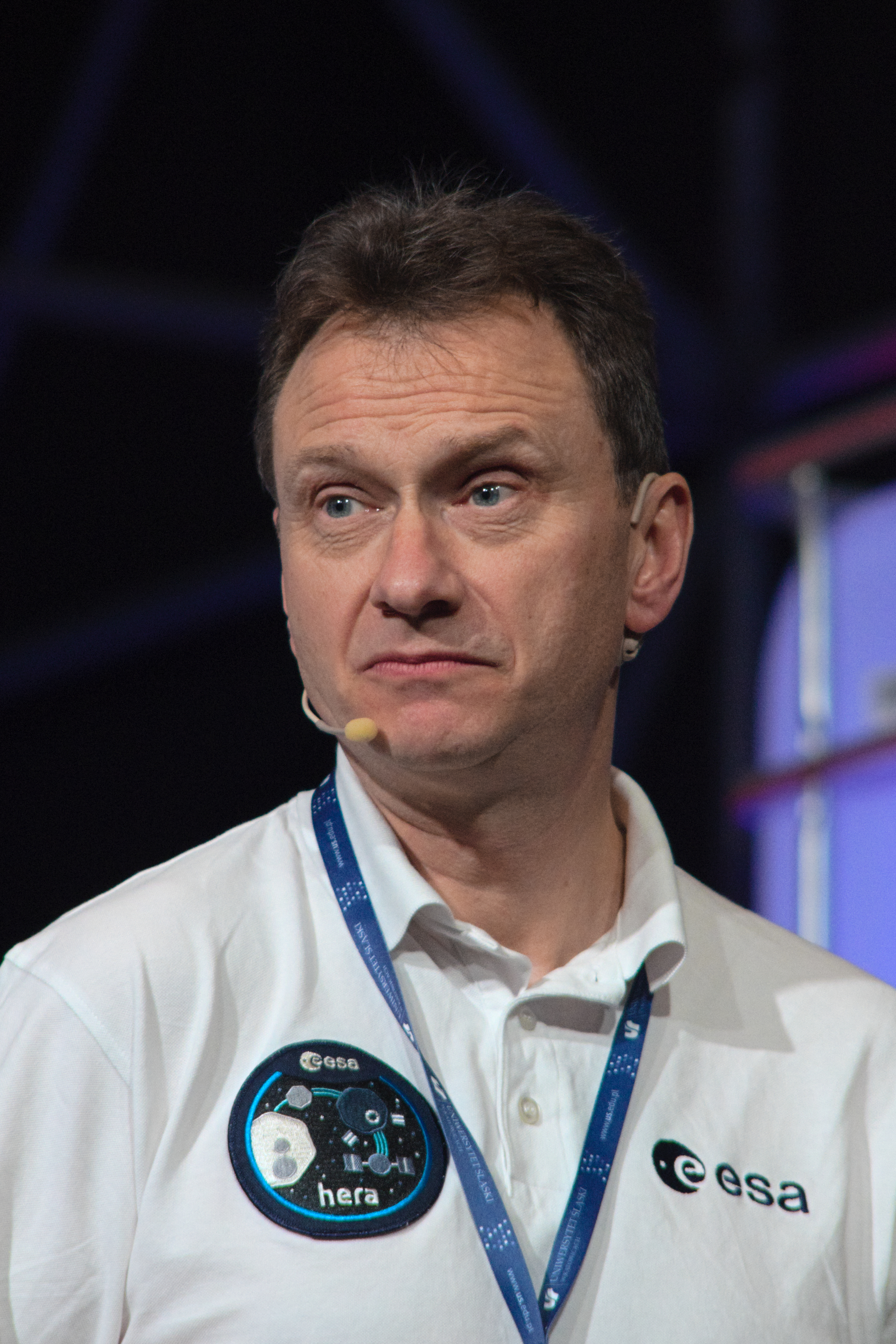
Alan Fitzsimmons (2020)

| (15788) 1993 SB1 | 16. September 1993 |
| (15789) 1993 SC1 | 17. September 1993 |
| (19255) 1994 VK81 | 8. November 1994   |
| (19299) 1996 SZ42 | 16. September 1996 |
| (114156) Eamonlittle3 | 4. November 2002   |
| (143048) Margaretpenston3 | 2. November 2002   |
| (158589) Snodgrass4 | 23. Juni 2002      |
| (179595) Belkovich3 | 22. Juni 2002      |
| 1 mit Iwan P. Williams und Donal O’Ceallaigh 2 mit Iwan P. Williams und Michael J. Irwin 3 mit Iwan P. Williams 4 mit Simon Collander-Brown |                    |

Alan Fitzsimmons ist ein britischer Astronom und Asteroidenentdecker.
Zwischen 1993 und 2002 entdeckte er, teilweise zusammen mit seinen Kollegen Iwan P. Williams, Michael J. Irwin, Simon Collander-Brown und Donal O’Ceallaigh, auf der Kanareninsel La Palma insgesamt elf Asteroiden.
Der Asteroid (4985) Fitzsimmons wurde nach ihm benannt.